# Cabe
El Cabe és un riu del nord-oest de la península Ibèrica que circula per la província de Lugo. És un dels principals afluents del Sil. Era anomenat Chalibe pels romans.
Transcorre pels termes municipals d'O Incio, A Pobra do Brollón, Monforte de Lemos, Pantón i Sober. La seva conca hidrogràfica, de 737 km² abasta també els municipis de Bóveda, Paradela i O Saviñao. Té grans problemes de contaminació en algunes àrees del seu curs baix. L'espècie més abundant que habita al riu és la truita comuna.

## Curs
El Cabe neix a uns 900 metres d'altitud a la parròquia de Foilebar, al municipi d'O Incio, a l'oest de la serra d'O Courel. El seu curs alt és accidentat degut a l'orografia del terreny. Travessa les localitats de Santa Mariña, Río i Trascastro, on rep les aigües del riu Antiga i hi ha dos molins: els de Sancho i Vila. Continua per San Miguel, Barreiro i San Pedro, on hi ha el molí de Cortiñas i una presa per a l'abastament.
Uns quilòmetres aigües avall entra en el municipi d'A Pobra do Brollón, on passa per la localitat de Biduedo abans de rebre les aigües de diversos rierols: Paraxes, A Córnea, Acevedo, Val de Forgas i Sobrecín. S'endinsa llavors a la vall de Lemos, on el seu curs és molt més pla i recte. Travessa les localitats de Pacios de Veiga, on hi ha dos molins, Veiga, on rep les aigües del riu Picarrexo, i Santalla de Rei. Posteriorment passa per les localitats d'A Nogueira, Alende i A Lama, a la parròquia d'Eixón, i per Fornelas, on rep les aigües del riu Saa abans de girar cap a la dreta rodejant la serra d'O Moncai.
S'endinsa al municipi de Monforte de Lemos, on passa per les localitats de Camporrío, on rep les aigües del riu Mao; Remuín, O Freixo i Ribas Altas abans d'entrar a la ciutat. En el nucli urbà creua la Ponte Vella i rep les aigües de dos rierols: Rioseco i A Veiga. Després passa per les localitats de Piñeira i Distriz, on desemboquen el barranc de Carballo i el riu Cinsa.
Entra al municipi de Pantón, on trobem l'illeta de Muíño. Passa per Eireos i Valado, on rep les aigües del rierol de Sante. Des de llavors i fins a la seva desembocadura marca el límit entre els municipis de Pantón i Sober. Rep les aigües del riu Carabelos i passa per Canaval. Passa per sota de la carretera N-120 i rep les aigües del riu Ferreira. Posteriorment passa per Areas i O Cotillón, abans d'ésser creuat per la línia de ferrocarril que uneix Ourense i Monforte i rebre les aigües del rierol d'A Pereira.
Desemboca al Sil a la localitat d'A Barca, a uns 125 metres sobre el nivell del mar. La seva desembocadura es troba en el límit entre els municipis de Pantón i Sober, a la província de Lugo, i el municipi de Nogueira de Ramuín, a la província d'Ourense.

## Afluents
Els principals afluents del Cabe són:
- Pel marge dret (oest):
  - Mao
  - Cinsa
  - Carabelos
  - Ferreira
- Pel marge esquerre (est):
  - Antiga
  - Picarrexo
  - Saa